# Consorcio Internacional del Genoma del Cáncer
El Consorcio Internacional del Genoma de Cáncer (ICGC) es una organización científica voluntaria que proporciona un foro para colaboración entre los principales investigadores genómicos del mundo del cáncer. El ICGC fue lanzado en 2008 para coordinar la gran escala del genoma de cáncer en estudios específicos de tumores en 50 tipos de cáncer y/o subtipos que son de gran importancia a través del mundo. 
Estudios sistemáticos de más de 25,000 genomas de cáncer, epigenomicos y transcriptomicos niveles revelarán el repertorio de mutaciones oncogenicas, sin rastros de influencias mutagenicas, definiendo clínicamente subtipos pertinentes para su pronóstico y administración terapéutica, y habilitar el desarrollo de nuevas terapias de cáncer.
El ICGC incorpora datos de El Atlas del Genoma del Cáncer (TCGA) y el Sanger Cancer Genome Project.

## Estructura y financiación
El ICGC se financia por las naciones participantes, donde cada una se enfoca en uno o más tipos de cáncer, con el objetivo de hacer un mapeo de los genomas de al menos 50 tipos de cáncer. La secretaría del consorcio está en el Instituto de Ontario para la Búsqueda de Cáncer en Toronto, Canadá, el cual también operará el centro de coordinación de datos. El Gobierno provincial de Ontario proporcionó financiar $40 millones, y cada miembro participa el financiamiento con al menos $20 millones por cada proyecto. En 2009 la ayuda proporcionada por el Centro de Ayuda de Cáncer Alemana bajo la supervisión de ICGC-proyecto con 7.9 millones de Euros. Esto fue la cantidad más alta que una entidad particular dio. El dinero está dado por personas alemanas.
La afiliación a ICGC está abierta a todas las entidades que estén de acuerdo a seguir con sus principios y lineamientos. El ICGC ha recibido financiar por el compromiso de organizaciones en Asia, Australia, Europa y América del Norte por 47 equipos de proyecto en 15 jurisdicciones para estudiar más de 21,000 genomas de tumor. Proyectos que se han sido fundados son aquello que examinan los tumores que afectan la vejiga, sangre, hueso, cerebro, pecho, cérvix, colon, cabeza y cuello, riñón, hígado, pulmón, cavidad oral, ovario, páncreas, próstata, recto, piel, tejidos blandos, estómago, tiroides y útero. Que con el tiempo, organizaciones y naciones adicionales están anticipadas para unir el ICGC. Los análisis genómicos de tumores condujeron por miembros de ICGC en Australia y Canadá (cáncer pancreático), China (cáncer gástrico), Francia (cáncer de hígado), Alemania (cáncer de cerebro), Japón (cáncer de hígado), España (cáncer de sangre), el Reino Unido (sangre, pecho, pulmón y cáncer de piel) y los EE. UU. (sangre, cerebro, pecho, colon, riñón, pulmón, ovárico, rectal, estómago y cáncer uterino) esta ahora disponible a través del Centro de Coordinación del Dato albergado en el ICGC en el sitio web en www.icgc.org.

### Miembros del comité ejecutivo
- Australia:	Warwick Anderson, Salud Nacional y Consejo de Búsqueda Médica
- Canadá:	Thomas Hudson, Ontario Instituto para Búsqueda de Cáncer, Susan Langlois, Cáncer de Próstata Canadá y Cindy Bell, Canadá de Genoma
- China:	Henry Yang y Youyong Lu, Consorcio de Genoma de Cáncer chino
- Comisión europea:	Jacques Remacle, Patrik Kolar y Iiro Eerola
- Francia:	Fabien Calvo, Institut Nacional du Cáncer (Inca)
- Alemania:	Axel Aretz y Frank Laplace, Ministerio Federal de Educación y Búsqueda. Gerd Nettekoven, Deutsche Krebshilfe (Ayuda de Cáncer alemán), fundado bei Mildred Scheel, Bonn y Berlín.
- India:	M.K. Bhan Y T.S. Rao, Ministerio de Tecnología & de Ciencia, Departamento de Biotecnología
- Italia:  María Cristina Falvella Ministerio italiano de Educación, Universidad y Búsqueda (MIUR) y Giampaolo Tortora Universidad de Verona
- Japón:	Sonoko Watanabe, RIKEN, Tatsuhiro Shibata, Centro de Cáncer Nacional Sachiko Suematsu, Rie Tsuchida y Hideo Eno Instituto Nacional de Biomedical Innovación
- México:  Miguel Betancourt Instituto Carlos Esbelto de la Salud
- Arabia Saudí:  Sultán cubo Turki Al Sedairy King Faisal Hospital de Especialista y Centro de Búsqueda
- Corea del Sur: Hyung-Lae Kim Centro Nacional para Genómica de Cáncer, Proyecto Nacional para Medicina Genómica Personalizada, Ministerio coreano Del sur de Salud y Bienestar
- España:	Elias Campo y Rosa Rodríguez Bernabé, Ministerio español de Ciencia e Innovación
- Reino Unido:  Michael Dunn y Michael Stratton, El Wellcome Confía en Sanger Instituto
- Reino Unido:  David Scott y Nic Jones, Búsqueda de Cáncer Reino Unido
- Estados Unidos:	Kenna Shaw y Barbara Wold, Instituto de Cáncer Nacional Eric Verde, Jane Peterson, Mark Guyer y Brad Ozenberger, Búsqueda de Genoma Humana Nacional Instituto

Representantes con estado de observador:
- Hong Kong:  Joseph Lee, Universidad de Hong Kong de Tecnología & de Ciencia, China

## Objetivos
El ICGC es uno de los más ambiciosos biomedical esfuerzos de búsqueda desde el Proyecto de Genoma Humano. El consorcio ayudará para coordinar actual y proyectos de escala grande futuros para entender los cambios genómicos implicaron en cánceres de preocupación global. Los catálogos produjeron por ICGC los miembros serán hechos rápidamente y libremente disponibles a investigadores cualificados, el cual habilitará científicos alrededor del globo para utilizar la información nueva para desarrollar maneras mejores de diagnosticar, tratando e impidiendo muchos tipos de cáncer.
El objetivo del ICGC es para proporcionar una descripción comprensible del genoma somático (no-heredado) presente de anormalidades de la gama ancha de tumores humanos. Dado nuestro conocimiento actual de la heterogeneidad de tipos de tumor y subtipos, el ICGC puestos un objetivo de coordinar aproximadamente 50 proyectos, cada cual del cual generará los análisis genómicos encima aproximadamente 500 muestras de cáncer de cada clase. Es bien reconocido, aun así, aquel cáncer es altamente heterogéneo y los centenares de subtipos/de tipos pueden ser definidos. Por tanto, el objetivo declarado de 50 ICGC los proyectos no es pretendidos a, y puede no, exhaustivamente cubre el espectro lleno de tipos de cáncer.
Financiación y miembros de Búsqueda proponen un proyecto que tiene que apalabrar el ICGC políticas, los cuales incluyen requisitos para liberación de dato rápido, para estándares de calidad rigurosa y para protección de participantes de estudio.
La lista completa del ICGC objetivos, estructura, las políticas y los lineamientos están disponibles en http://icgc.org/

## Proyectos de búsqueda actual
Cada cual participando el país tiene un tipo de tumor particular como su objetivo de búsqueda primario:
- Australia: Cáncer Pancreático - Ductal adenocarcinoma y Cáncer Ovárico - Serous cystadenocarcinoma[5]
- Canadá: Cáncer Pancreático - Ductal adenocarcinoma y Cáncer de Próstata - Adenocarcinoma
- China: Cáncer Gástrico - Intestinal- y tipo-difuso
- Francia de Unión/europea: Cáncer Renal - carcinoma de célula Renal (Foco encima pero no limitado para aclarar subtipo de célula)
- Reino Unido de Unión/europea: Cáncer de Pecho - ER+ve, SU2-ve
- Francia: Cáncer de Pecho - el subtipo definido por una amplificación del SU2 gen
- Francia: Cáncer de Hígado - Hepatocellular carcinoma (Secundario a alcohol y adiposity)
- Alemania: Pediatric Tumores de Cerebro - Medulloblasma & Pediatric Pilocytic Astrocytoma y Próstata y Linfoma Malignos Cáncer[6]
- India: Cáncer Oral - Gingivobuccal
- Italia: Tumores Pancreáticos Raros - Enteropancreaticos tumores endocrinos y raros pancreáticos tumores exocrinos
- Japón: Cáncer de Hígado - Hepatocellular carcinoma (el virus asociado)
- España: Crónico Lymphocytic Leucemia - CLL con mutado y sin mutar IgVH
- Reino Unido: Cáncer de Pecho - Triple Negativo/lobular/otro
- Estados Unidos: TCGA Cáncer de Cerebro - Glioblastoma multiforme y Cáncer de Colon - Adenocarcinoma y Leucemia - Agudo Myeloid Leucemia y Cáncer de Pulmón - Squamous carcinoma de célula y Cáncer de Pulmón - Adenocarcinoma y Cáncer Ovárico - Serous cystadenocarcinoma